# ユリ目
|  | アムボレラ目 スイレン目 アウストロバイレヤ目 センリョウ目 カネラ目 コショウ目 クスノキ目 モクレン目 ショウブ目 オモダカ目 ヤマノイモ目 タコノキ目 ユリ目 キジカクシ目 ダシポゴン科 ヤシ目 イネ目 ツユクサ目 ショウガ目 マツモ目 キンポウゲ目 アワブキ科 ヤマモガシ目 ツゲ目 ヤマグルマ目 グンネラ目 ハマビシ目 ニシキギ目 キントラノオ目 カタバミ目 マメ目 バラ目 ウリ目 ブナ目 フウロソウ目 フトモモ目 クロッソソマ目 ムクロジ目 フエルテア目 アブラナ目 アオイ目 ブドウ目 ユキノシタ目 ビワモドキ科 ベルベリドプシス目 ビャクダン目 ナデシコ目 ミズキ目 ツツジ目 ガリア目 リンドウ目 シソ目 ナス目 モチノキ目 セリ目 キク目 マツムシソウ目 |

ユリ目（ユリもく、Liliales）は、単子葉植物の目の1つ。10科に約70属1600種が属する。

## 分類（APG分類体系）
- コルシア科 Corsiaceae - 3属30種
- カンピネマ科 Campynemataceae - 2属4種
- シュロソウ科 Melanthiaceae - 16属170種
- ペテルマニア科 Petermanniaceae - 1属1種 Petermannia cirrosa
- イヌサフラン科 Colchicaceae - 15属245種
- ユリズイセン科 Alstroemeriaceae - 5属170種（Luzuriagaceaeを含む）
- リポゴヌム科 Rhipogonaceae - 1属6種
- フィレシア科 Philesiaceae - 2属2種
- サルトリイバラ科 Smilacaceae - 1属315種
- ユリ科 Liliaceae - 19属610種

## 過去の分類体系
分類体系によってユリ目に含まれる科は異なるが、タイプ科としてユリ科を含むものが“ユリ目”と呼ばれてきた。ユリ科が様々な系統をまとめた多系統群であるとの知見が増えるにつれ、ユリ科やユリ目は細分化される傾向にある。クロンキスト体系や新エングラー体系で入れられていた科は、現在はキジカクシ目やヤマノイモ目などに入れられている。

### クロンキスト体系
クロンキスト体系ではユリ科を大きくとらえてネギ科やヒガンバナ科を分けず、さらにユリ目そのものも大きなグループとしている。
- 被子植物門 Magnoliophyta
  - 単子葉植物綱 Liliopsida
    - ユリ亜綱 Liliidae
      - ユリ目 Liliales
        - タヌキアヤメ科 Philydraceae
        - ミズアオイ科 Pontederiaceae
        - ハエモドルム科 Haemodoraceae
        - キアナストルム科 Cyanastraceae
        - ユリ科 Liliaceae
        - アヤメ科 Iridaceae
        - ウェロジア科 Velloziaceae
        - アロエ科 Aloaceae
        - リュウゼツラン科 Agavaceae
        - ススキノキ科 Xanthorrhoeaceae
        - ハングアナ科 Hanguanaceae
        - タシロイモ科 Taccaceae
        - ビャクブ科 Stemonaceae
        - サルトリイバラ科 Smilacaceae
        - ヤマノイモ科 Dioscoreaceae

### 新エングラー体系
新エングラー体系ではラテン名がLiliifloraeとなっているが、ユリ科をタイプ科にすることではおなじものである。
- 被子植物門 Angiospermae
  - 単子葉植物綱 Monocotyledoneae
    - ユリ目 Liliiflorae
      - ユリ科 Liliaceae
      - ススキノキ科 Xanthorrhoeaceae
      - ビャクブ科 Stemonaceae
      - リュウゼツラン科 Agavaceae
      - ハエモドルム科 Haemodoraceae
      - キアナストルム科 Cyanastraceae
      - ヒガンバナ科 Amaryllidaceae
      - キンバイザサ科 Hypoxidaceae
      - ウェロジア科 Velloziaceae
      - タシロイモ科 Taccaceae
      - ヤマノイモ科 Dioscoreaceae
      - ミズアオイ科 Pontederiaceae
      - アヤメ科 Iridaceae
      - ゲオシリス科 Geosiridaceae
      - ヒナノシャクジョウ科 Burmanniaceae
      - コルシア科 Corsiaceae
      - タヌキアヤメ科 Philydraceae

### ダールグレン体系
ユリの仲間の分類体系で細分化をしているのが、単子葉植物の専門家ダールグレンによるダールグレン体系である。クロンキストやエングラーがユリ科に入れていたものを、キジカクシ目やヤマノイモ目など、目が細分された体系になっている。ユリ目そのものは6科のみの小さなタクソンである。
- モクレン綱（被子植物） Magnoliopsida
  - ユリ亜綱（単子葉植物） Liliidae
    - ユリ上目 Lilianae
      - ユリ目 Liliales
        - イヌサフラン科 Colchicaceae
        - Uvulariaceae
        - アヤメ科 Iridaceae
        - ユリズイセン科 Alstroemeriaceae
        - Calochortaceae
        - ユリ科 Liliaceae